# Biserica Stroganov
Biserica Soborului Sfintei Fecioare Maria, mai cunoscută sub numele de Rojdestvenskaia sau Stroganov, este o biserică ortodoxă din Nijni Novgorod, Rusia, construită în 1696 - 1719 pe cheltuiala negustorului Grigori Dmitrievici Stroganov⁠(en)[traduceți]. Edificată pe pe strada Rojdestvenskaia⁠(ru)[traduceți], este reprezentativă pentru stilului baroc Stroganov⁠(fr)[traduceți] și are statut de monument de arhitectură de importanță federală.

## Istoric

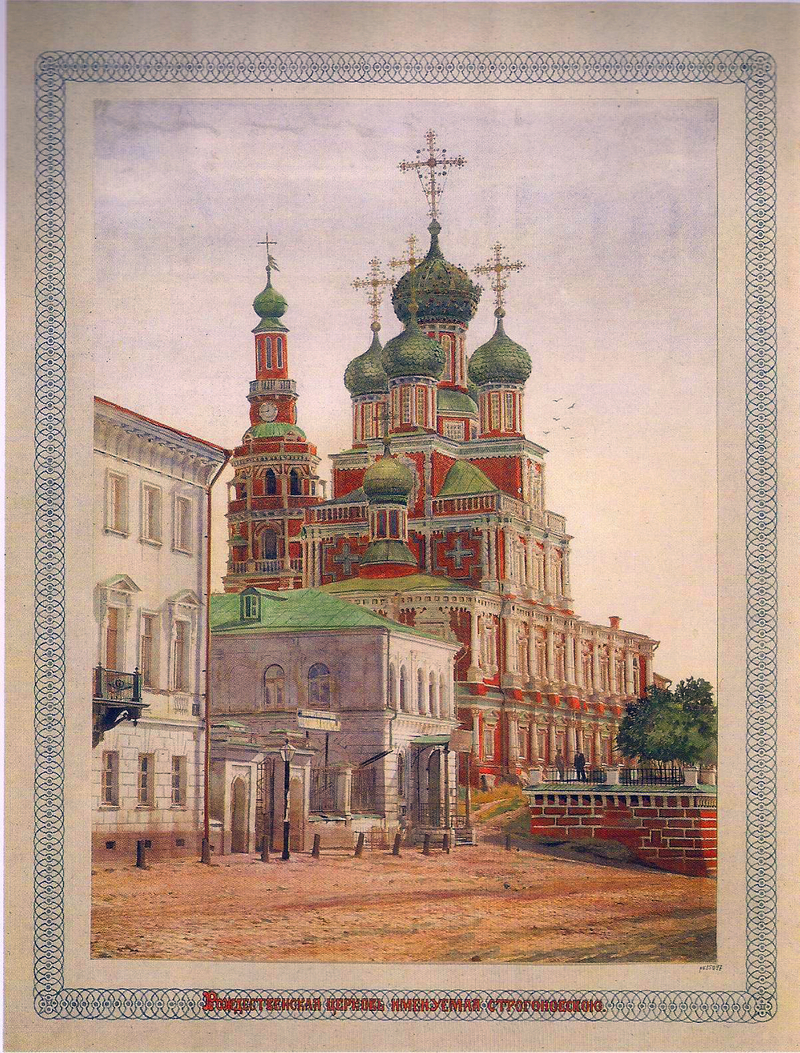
Biserica Soboruluii Sfintei Fecioare Maria, într-o fotografie din 1870 atribuită lui en și colorată de Ivan Șișkin

Construcția Bisericii a început în 1696, la 2 ani după sfințirea bisericii Sfintei Fecioare din Smolensk⁠(ru)[traduceți] din Gordeevka. Respectiva construcție a fost aproape finalizată în 1701, dar în urma unui incendiu biserica a trebuit să fie restaurată de soția negustorului Stroganov, Maria Iakovlevna.
Altarul principal a fost sfințit la 21 iunie 1719 de către arhiepiscopul Pitirim⁠(ru)[traduceți] al eparhiei de Nijni Novgorod (1719-1738) cu hramul Soborul Maicii Domnului, celebrat a doua zi după Nașterea Domnului. Această împrejurare, precum și faptul că anterior, nu departe de biserica Stroganov, exista o biserică mai vechie cu hramul Nașterii Maicii Domnului, au condus la faptul că edificiul este adeseori incorect denumit al „Nașterii Maicii Domnului”.
În 1722, biserica a fost închisă de de Petru I, fiind redeschisă la 2 ani după moartea sa din 1725. Acesta s-a rugat aici în timpul privegherii de toată noaptea din 29 mai 1722, în ajunul împlinirii de către acesta a vârstei de 50 de ani. Potrivit tradiției orale, consemnată de arhiepiscopul Macarie (Miroliubov) în cartea „Monumentele antichităților bisericești”, împăratul a văzut în biserică icoane pictate de maestrul curții imperiale Louis Caravaque⁠(en)[traduceți] pentru Catedrala Sfinții Petru și Pavel din capitala Rusiei, acesta fiind conform legendei, motivul închiderii edificiului. Această legendă este infirmată însă chiar de către același arhiepiscop Macarie, care a consemnat inventarul bisericii existent în 1723. Lăcașul de cult a ars de mai multe ori, în 1768, 1782 și 1788. În 1760, episcopul Teofan (Cearnuțki) a sfințit capela din partea dreaptă a trapezei cu hramul Sfântului Onufrie cel Mare. În 1808, arhiepiscopul Veniamin (Krasnopevkov)⁠(ru)[traduceți] de Nijni Novgorod  a sfințit capela din stânga cu hramul Sfântului Inocențiu⁠(ru)[traduceți]. În prezent, cele două capele nu au fost restaurate. În 1807-1812 biserica Stroganov a fost subiect al unei restaurări majore.
În secolul al XIX-lea, Biserica Nașterea Maicii Domnului din apropiere, care a dat numele străzii, a fost demolată. De atunci, numele „Rojdestvenskaia” a fost adoptat de Biserica Stroganov. În 1820-1823, Agustín de Betancourt⁠(en)[traduceți] și I. E. Efimov au reconstruit din cărămizile vechii biserici Nașterea Maicii Domnului, demolate, o parte din crepidoma⁠(d) actualului edificiu. Turnul-clopotniță, care anterior era separat de biserică, a fost legat la nivelul celui de-al doilea nivel, de pridvor, printr-un pasaj acoperit. În 1870-1880, conform proiectelor lui Lev Vladimirovici Dahl⁠(ru)[traduceți] și Robert Iakovlevici Kilevein⁠(ru)[traduceți], lăcașul a fost complet restaurat.
În anii 1860 clopotnița a început să se încline catastrofal, deviația ajungând în 2 decenii la 1,2 m, astfel că în 1887 nivelurile superioare ale acesteia au fost demolate și reconstruite.
În 1913 s-a efectuat din nou o restaurare, atât exterioară cât și interioară. În epoca sovietică s-a luat decizia de a fi bierica dărâmată, dar preotul paroh al acesteia din perioada 1915-1934, Serghei Konstantinovici Veisov, care a strâns documente și fotografii istorice și a ținut mai multe prelegeri în birourile autorităților despre semnificația culturală a barocului Stroganov⁠(fr)[traduceți], a reușit să determine autoritățile să păstreze edificiul. Decizia acestora a fost ca respectiva clădire să găzduiască muzeul orașului de istorie a religiei și ateismului. Părintele Serghiei însuși a fost numit director interimar al acestuia, iar ieromonahul Spiridon a fost numit paznic la aceeași instituție.
Resfințită la 3 iunie 1993, la începutul anilor 2000 biserica a beneficiat de o renovare în urma căreia și-a pierdut aspectul istoric. La 24 iulie 2008, prim-ministrul Federației Ruse Vladimir Putin a predat episcopiei de Nijni Novgorod icoana Învierii lui Hristos, aceasta fiind furată anterior din Biserica Soborului Sfintei Fecioare Maria la 22 octombrie 2004, alături de alte 18 icoane. În 2007 icoana respectivă a fost cumpărată de un colecționar din Estonia și adusă în Rusia, iar după ce a acesta descoperit-o într-un catalog de obiecte furate, a decis să o restituie Bisericii Ortodoxe Ruse. .
La 8 ianuarie 2019, cu ocazia hramului biserici, la finalul liturghiei a avut loc sfințirea icoanei Tuturor Sfinților și a clopotului turnat cu donații de la enoriași, cu ocazia împlinirii a 300 de ani de existență a edificiului.

## Arhitectură

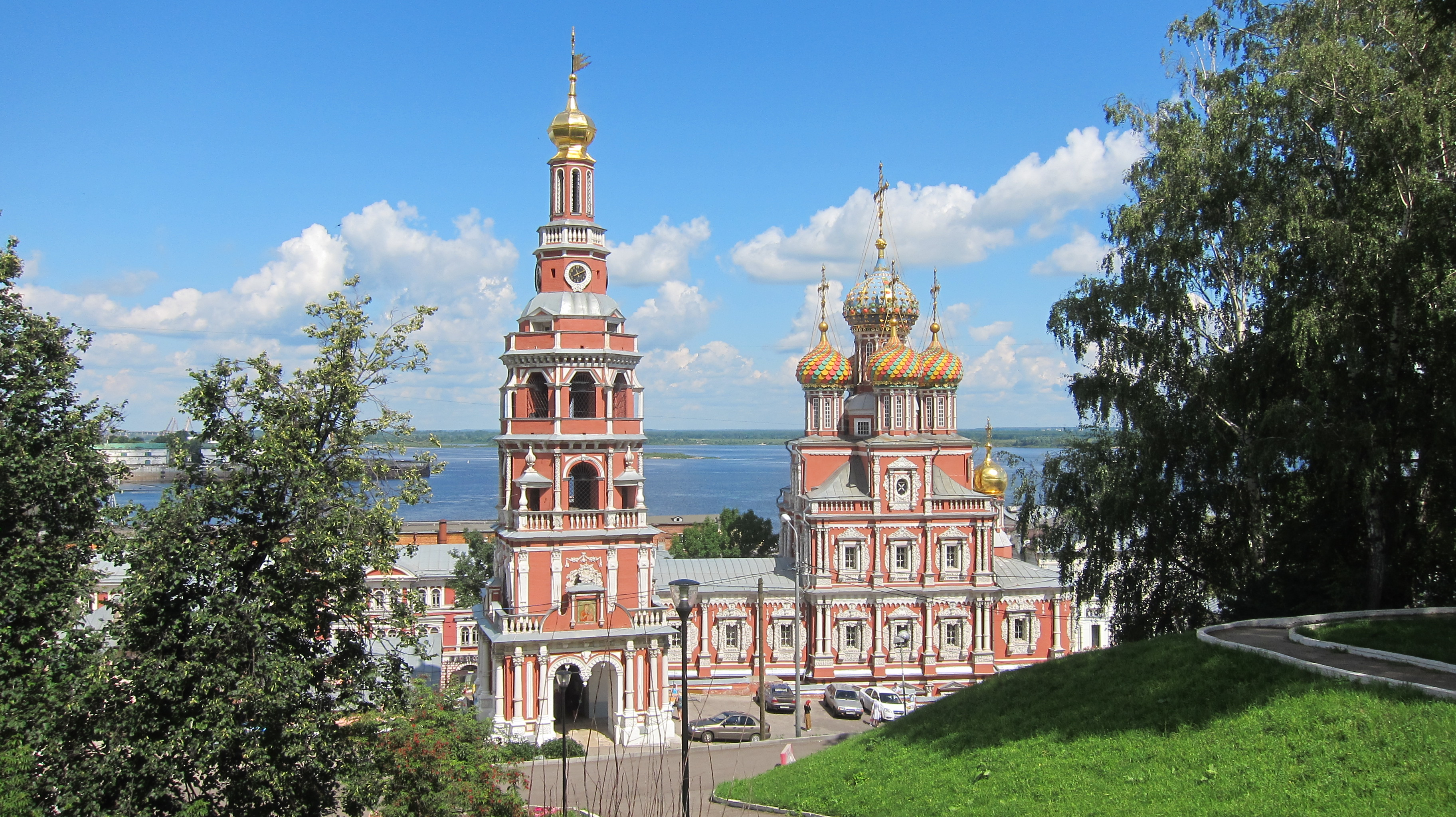
Ansamblul Bisericii Stroganov

Construcția este pe două niveluri: în partea de sus se aflându-se un altar cu trei abside, o navă, o trapeză fără stâlpi și un pridvor. Inițial edificiul trebuia să combine o biserică de iarnă cu una de vară. Cu toate acestea, slujbele s-au ținut de la bun început doar în al doilea nivel.
Biserică are cinci domuri, cupolele acestora fiind așezate conform direcțiilor cardinale. Inițial, cupolele erau de culoare verde - astfle cum sunt figurate în acuarela lui Ivan Șișkin bazată pe o fotografie a lui Andrei Karelin⁠(en)[traduceți]. Cu toate acestea, la sfârșitul secolului al XIX-lea au fost pictate similar cu cupolele Catedralei Sfântul Vasile din Moscova. Exteriorul și interiorul bisericii sunt decorate cu sculpturi în piatră albă⁠(ru)[traduceți] (ferestre, portaluri de intrare, coloane).
Turnul-clopotniță este un octogon pe un patrulater⁠(en)[traduceți]. Vârful acestuia este încoronat de o cruce cu o giruetă dedesubt - acest detaliu fiind tipic pentru perioada în care navigația maritimă era în vogă. Pe clopotniță se află un ceas cu sonerie, care marchează fazele lunii și anotimpurile rpin intermediul unor clopote muzicale . Pe „cadrele” de piatră ale ceasului s-au păstrat litere slave, împărțind cercul în 17 părți, așa cum trebuia să fie conform vechii modalități ruse de calculare a timpului. Mecanismul ceasului⁠(en)[traduceți] a fost reparat de mecanicul rus I. P. Kulibin⁠(ru)[traduceți], fiind ulterior înlociuit cu unul nou.

## Altare
Biserical găzduiește următoarele icoane:
- icoana veche a Sfântului Nicolae Făcătorul de Minuni ;
- icoane cu particule din moaștele Sfântului Serafim de Sarov, sfântului mitropolit Filaret al Moscovei⁠(ru)[traduceți] și sfinților bătrâni⁠(ru)[traduceți] de la Optina, într-un relicvariu dispus lângă iconostas.
- venerata Icoană a Maicii Domnului Împărăteasa Derjavnaia⁠(ru)[traduceți].

## Galerie

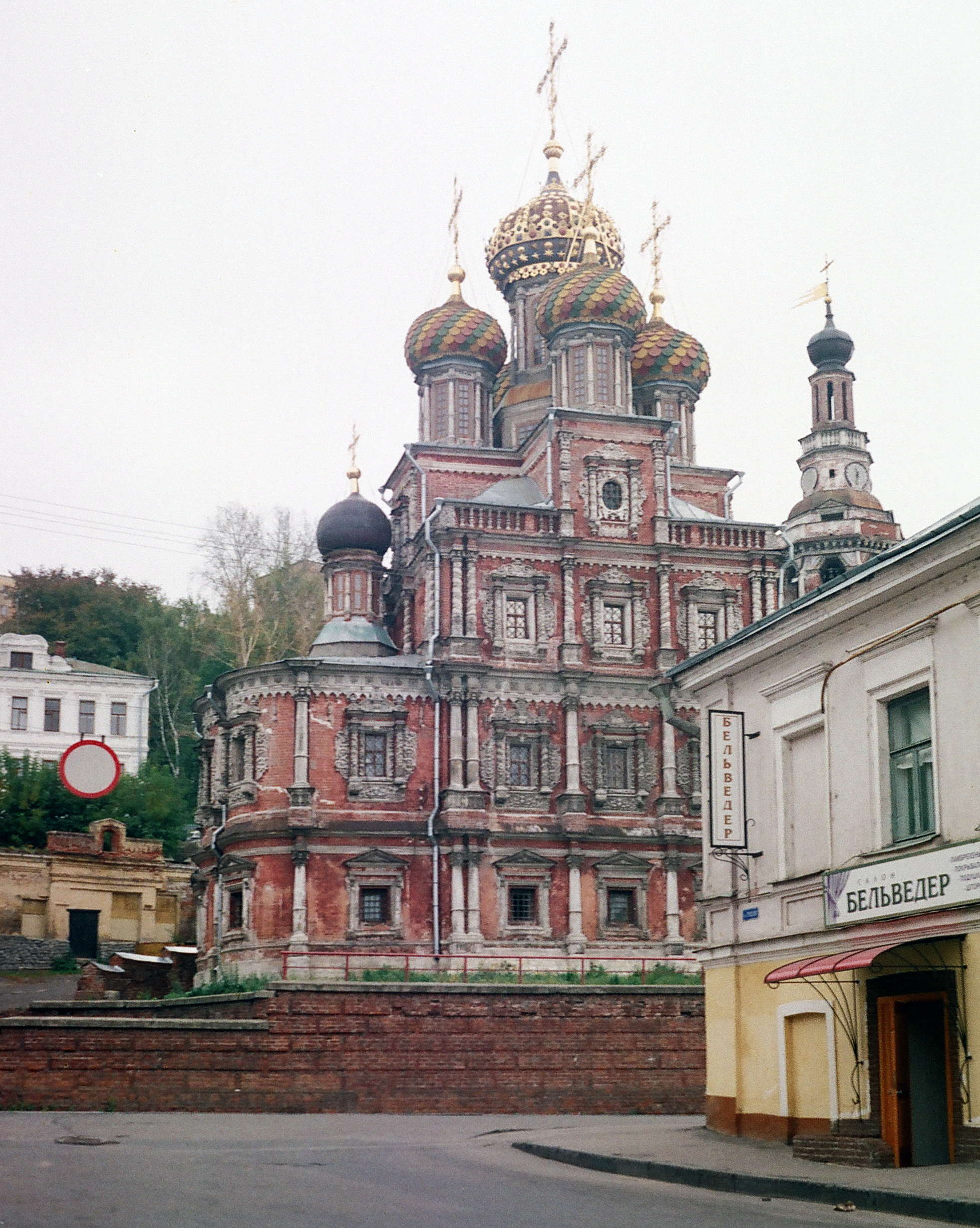
Aspect anterior de restaurarea  controversată din anii 2000
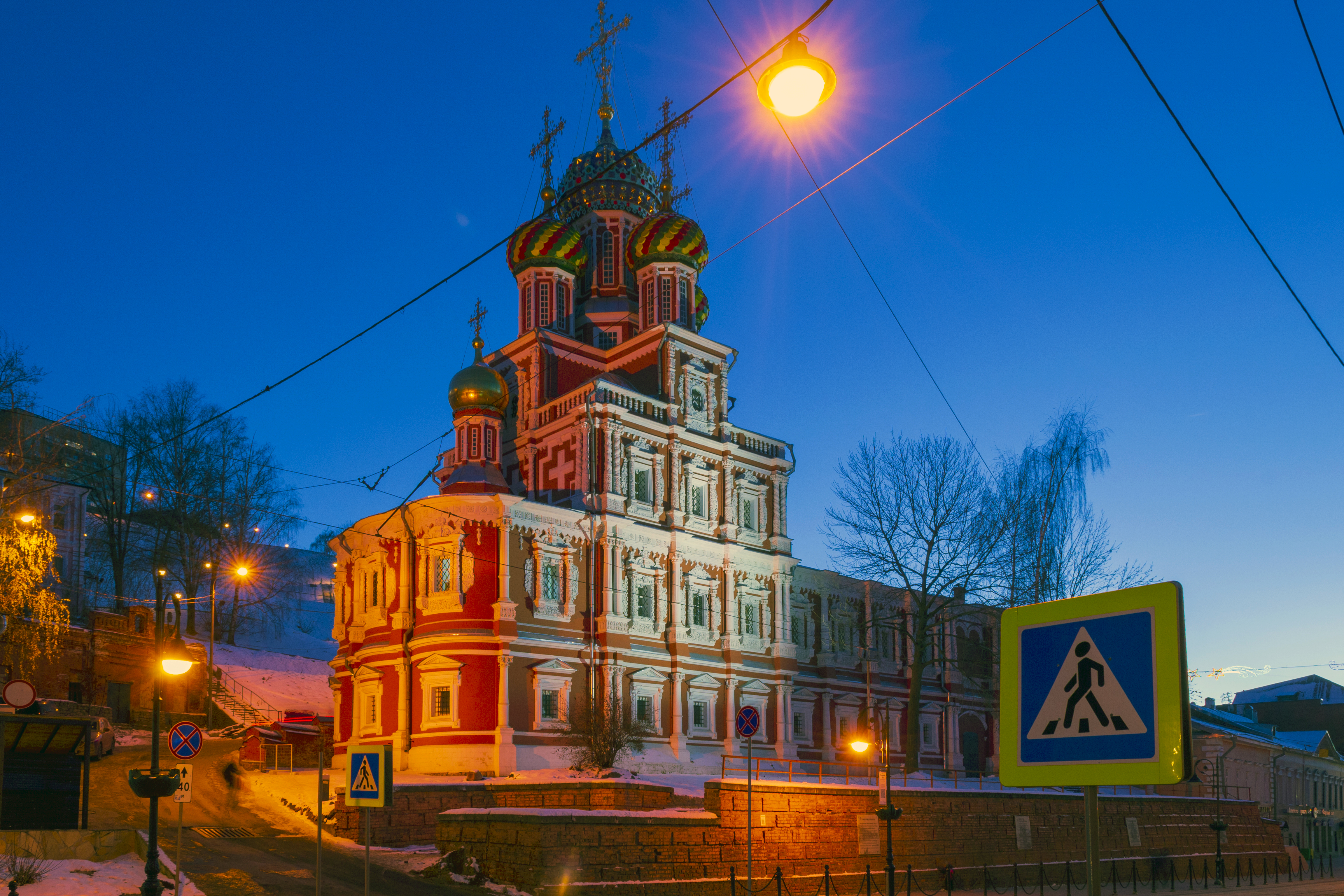
Vedere nocturnă dinspre strada Rojdestvenskaia⁠(ru)[traduceți]
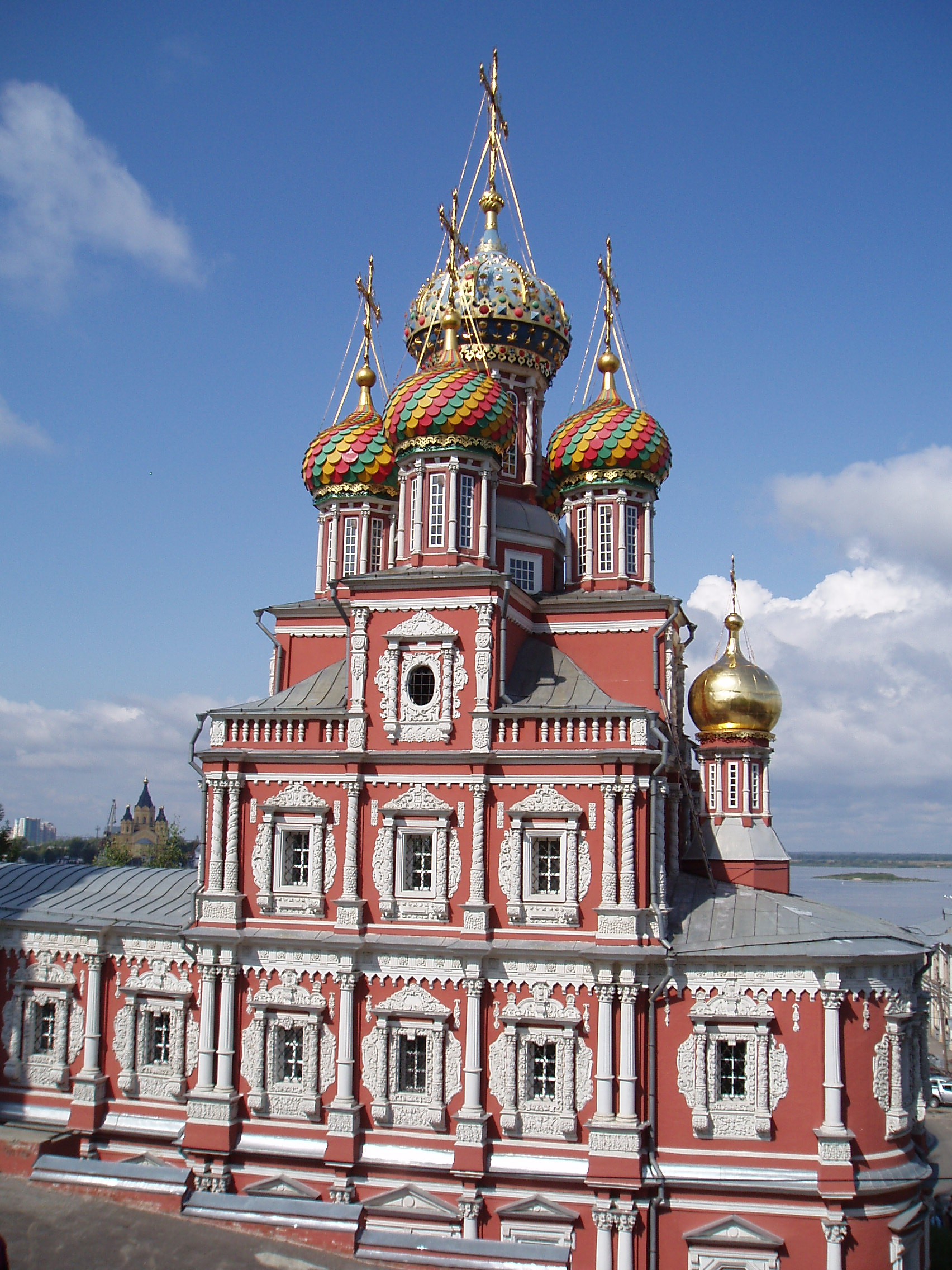
Vedere de pe o latură a pantei
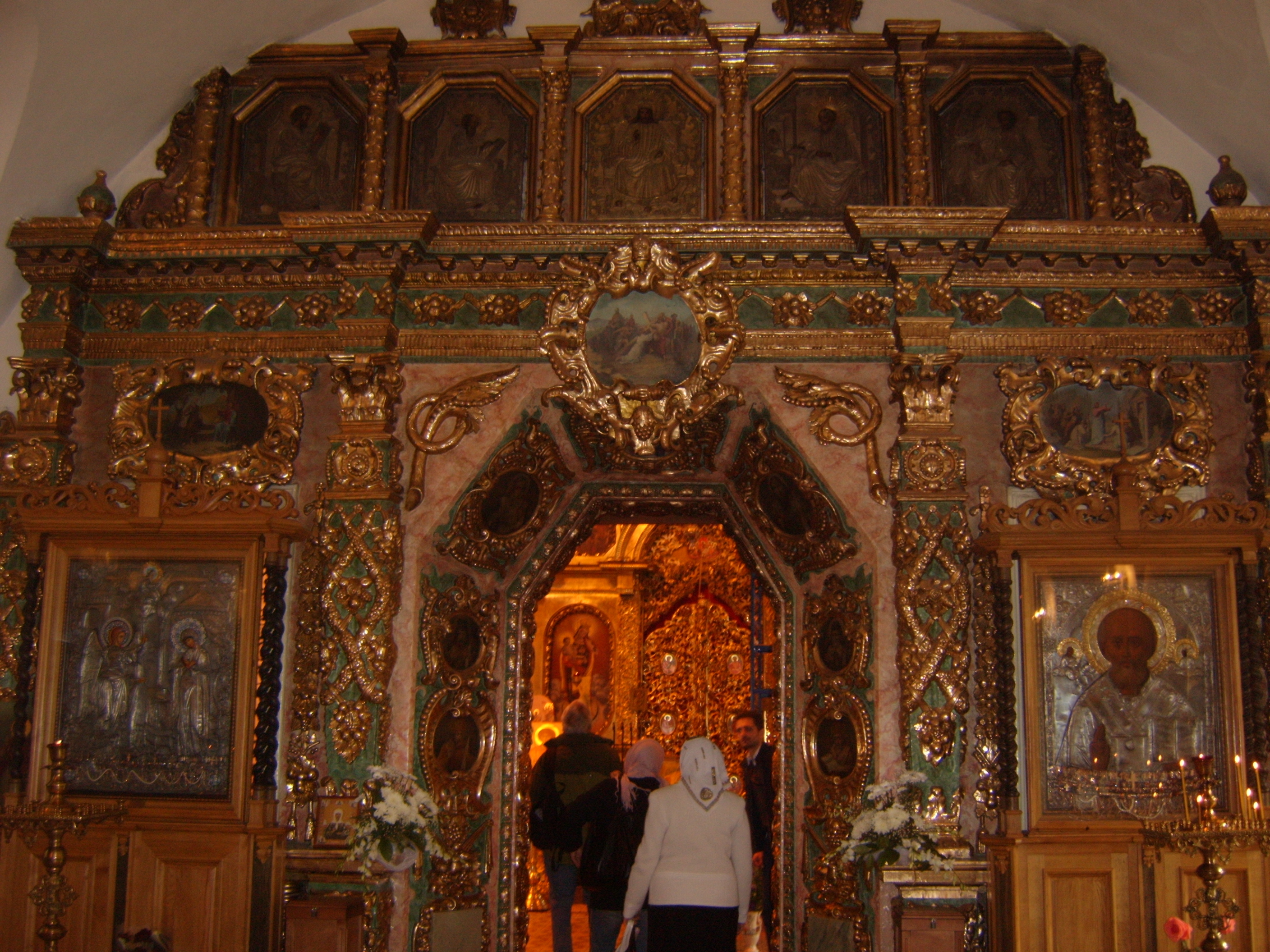
Interior din biserică
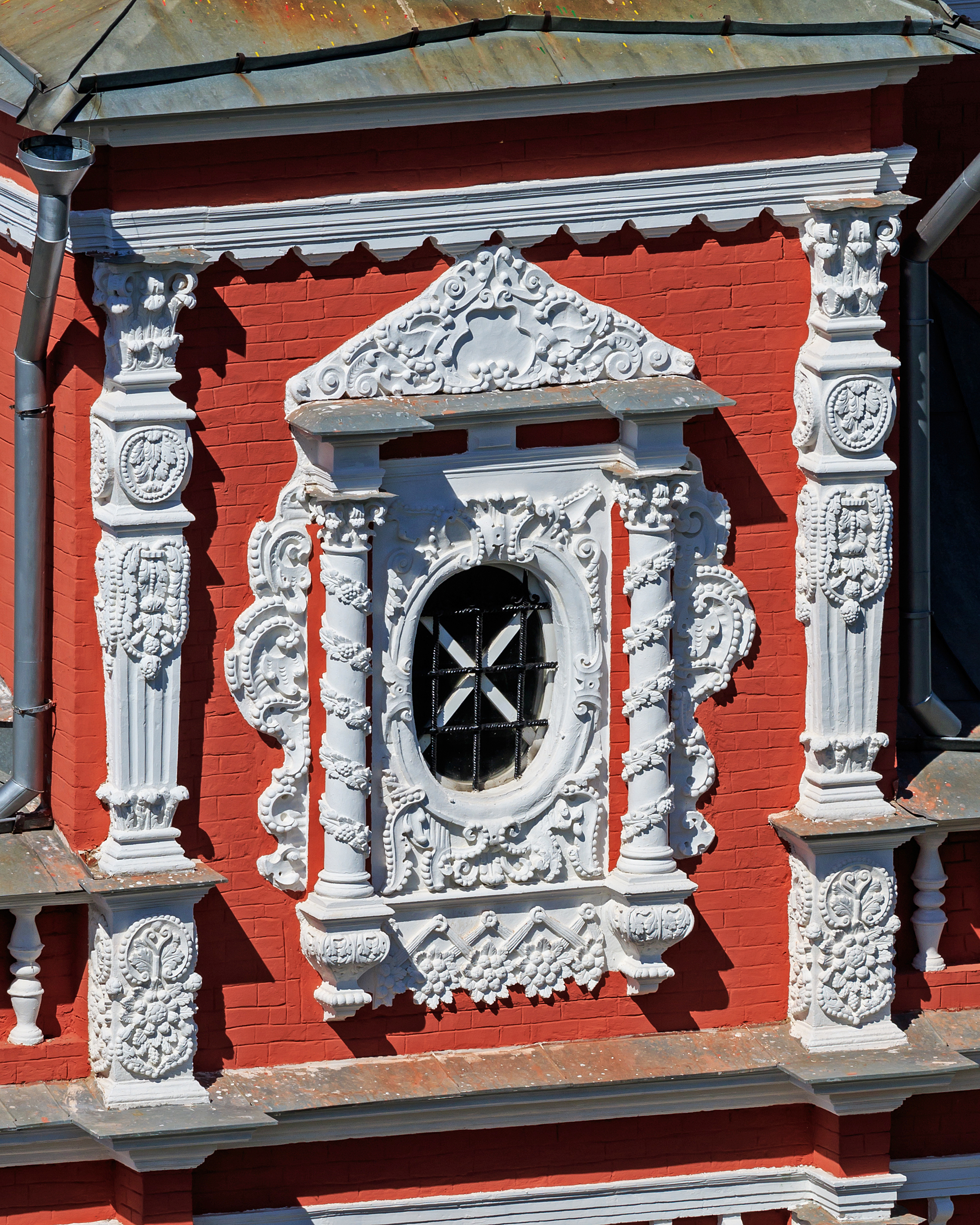
Fereastră
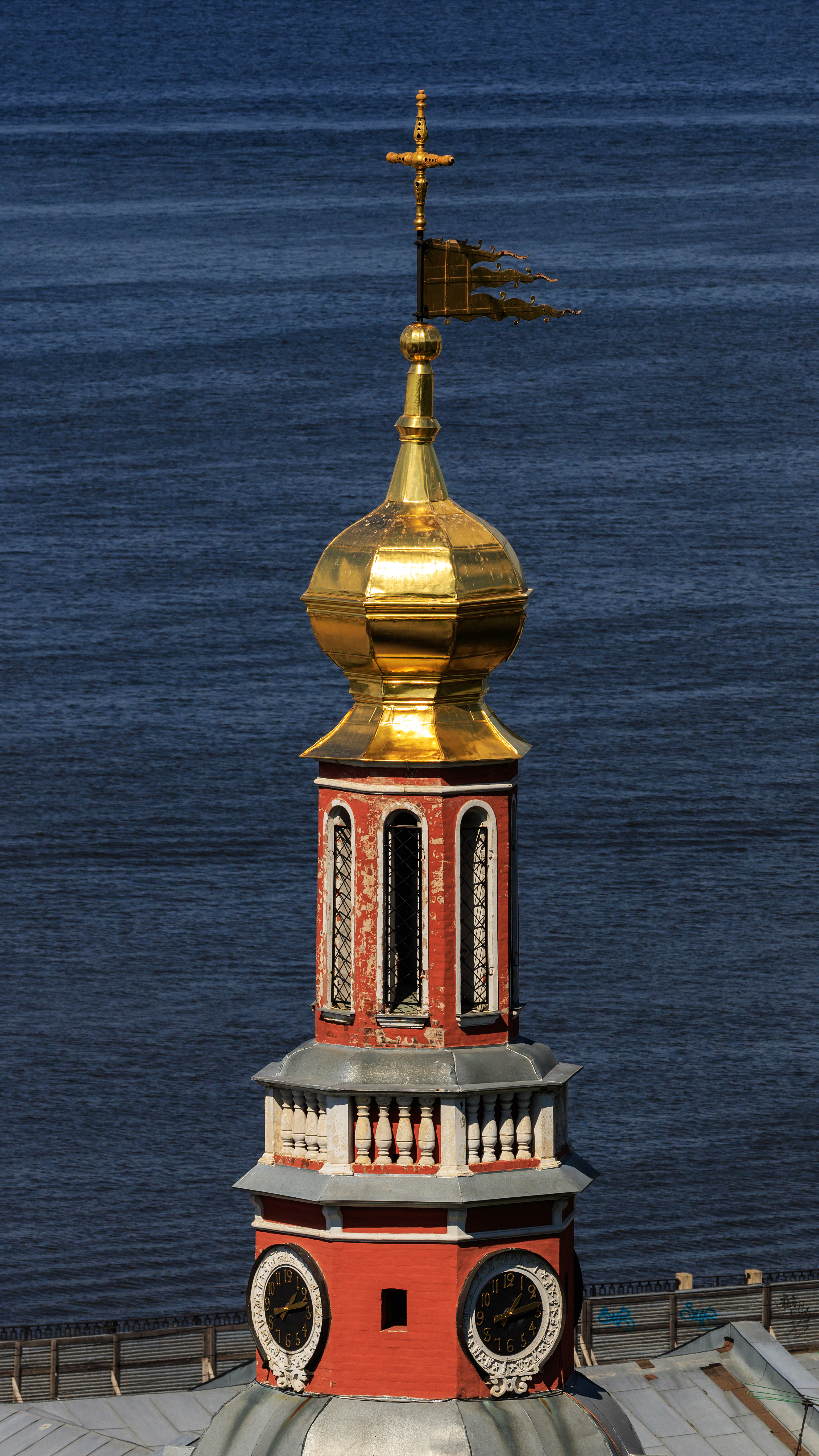
Domul clopotniței